# عبدالله یوسف احمد
عبدالله یوسف احمد (سومالیایی: [Cabdullaahi Yuusuf Axmed] Error: {{Lang}}: متن دارای نشانه‌گذاری ایتالیک است (راهنما)؛ زاده ۱۵ دسامبر ۱۹۳۴ – درگذشته ۲۳ مارس ۲۰۱۲) یک سیاست‌مدار اهل سومالی بود.